# Lijst van Rijselaren
Dit is een chronologische lijst van Rijselaren. Het gaat om personen geboren in de Franse stad Rijsel (Lille) en een artikel op de Nederlandstalige Wikipedia.

## Geboren in Rijsel

### Voor 1800
- Franciscus Ruaeus (1520-1585), arts en onderzoeker van mineralen
- Alard du Gaucquier (1534-1582), dirigent en componist
- Mathias de Lobel (1538-1616), botanicus
- Dominicus Baudius (1561-1613), humanist
- Franciscus Johannes de Robles (1595-1659), bisschop van Ieper
- Thomas-Joseph Gombert (1672-1724), architect
- François-Joseph Gombert (1725-1801), architect en neef van voorgaande
- Amélie Suard (1743-1830), salonnière en schrijfster
- Augustin Dumon (1791–1852), industrieel, diplomaat en politicus

### 1800–1899

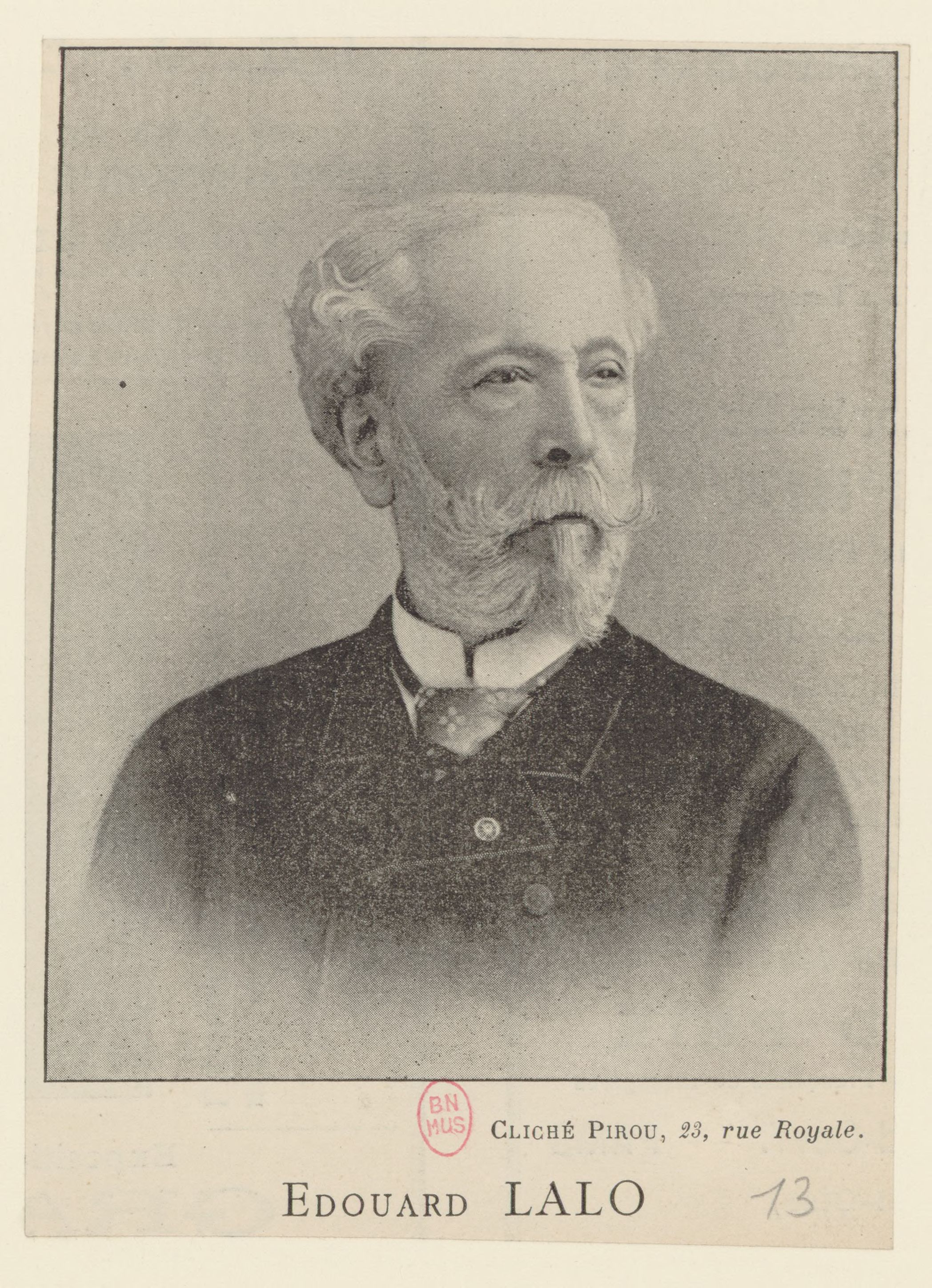
Componist en violist Édouard Lalo (1832-1892)

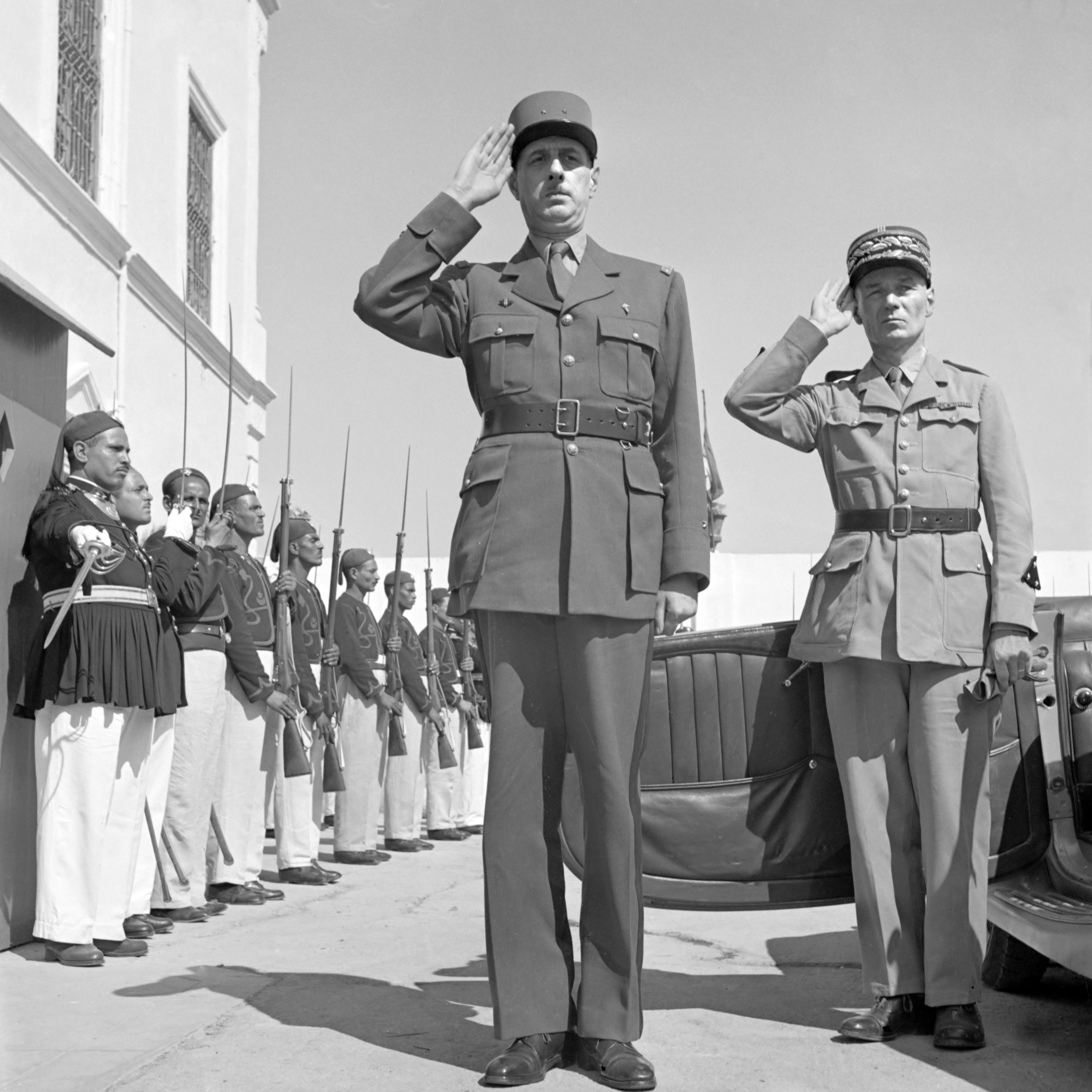
Generaal en president Charles de Gaulle (1890-1970)

- Paul Gachet (1828-1909), arts die Van Gogh behandelde
- Édouard Lalo (1832-1892), componist en violist
- Charles-Émile Auguste Durand (1837-1917), kunstschilder
- Charles Doudelet (1861-1938), Belgische schilder, graficus, kunstcriticus, boekbandontwerper en boekillustrator
- Raphaël Évaldre (1862-1938), meester-glazenier (art nouveau)
- Émile Bernard (1868-1941), kunstschilder
- Theo Raison (1869-1937), architect
- Jean Perrin (1870-1942), natuurkundige en Nobelprijswinnaar (1926)
- Emma Eichenberger (1888-1962), Zwitserse onderwijzeres
- Charles de Gaulle (1890-1970), generaal en president
- Louis Réard (1897-1984), auto-ingenieur en kledingontwerper (bikini) (overleden 1984)

### 1900–1949
- Gaston Waringhien (1901-1991), taalkundige
- Pierre Ghestem (1922-2000), wereldkampioen dammen en bridge
- Alain Decaux (1925-2016), politicus, historicus, journalist en immortel
- Philippe Noiret (1930-2006), acteur
- Isabelle Aubret (1938), zangeres

### 1950–1979
- Didier Six (1954), voetballer
- Nicolas Hulot (1955), schrijver, presentator en politicus
- Emmanuel Top (1971), techno-producer
- Frédéric Dindeleux (1974), voetballer

### 1980–1989
- Juliette Armanet (1984), singer-songwriter
- Anaïs Demoustier (1987), actrice
- Louis Thomas (1987), trompettist van het muzikale duo Ladaniva
- Amandine Henry (1989), voetbalster

### 1990–1999
- Gaël Kakuta (1991), voetballer
- Arthur Masuaku (1993), voetballer
- Iris Mittenaere (1993), model
- Raphaël Varane (1993), voetballer
- Nabil Bentaleb (1994), voetballer
- Théo Pellenard (1994), voetballer
- Océane Dodin (1996), tennisster
- Marie Wattel (1997), zwemster
- Juliette Vidal (1999), voetbalster

### Vanaf 2000
- Ismaël Doukouré (2003), voetballer
- Rabby Nzingoula (2005), Frans-Congolees voetballer